# 広瀬修一
広瀬 修一（ひろせ しゅういち、1983年9月6日 - ）は、日本のフリーアナウンサー。

## 経歴
東京都出身。早稲田大学理工学部化学科を卒業後、2008年に仙台放送へ入社してアナウンサーを務める。2015年3月に仙台放送を退社し、東京へ戻ってフリーのアナウンサーに転身した。退社月から2020年9月まではフジテレビ『直撃LIVE グッディ!』でフィールドキャスターを務めていた。ちなみに、バイキングMOREでも引き続きフィールドキャスターを務める。ちなみに、Live News イット!でも引き続きフィールドキャスターを務める。　
オーケープロダクションの業務停止後はオールラウンドに所属している。

## 現在の担当番組
- プロ野球ニュース2022 試合経過担当アナウンサー
- Live News イット!

## 過去の担当番組

### 仙台放送時代
- 仙台放送スーパーニュース（スポーツ担当）
- 仙台放送NEWS
- あらあらかしこ - 同局番組『DATE!MENくらぶ』から2013年10月に移動し、元ベガルタ仙台の千葉直樹、料理研究家の江川和花と共演した。

### フリーアナウンサー時代
- 直撃LIVE グッディ!（2015年3月 - 2020年9月、フジテレビ）フィールドキャスター
- バイキングMORE フィールドキャスター